# Josef Sellmair
Josef Sellmair   (Thalhausen, 21 de febrer de 1896 - Ludwigshafen, 23 de juliol de 1954) fou un teòleg i pedagog catòlic alemany.

## Biografia
Josef Sellmair, fill de l'agricultor Joseph i de la seva dona Maria, després d'assistir del 1902 al 1909 a una escola pública a Wippenhausen, el 1909 entrà a l'internat per a futurs seminaristes a l'arxidiòcesi de Scheyern i Freising. El 1915 fou cridat per fer el servei militar com a soldat a la Primera Guerra Mundial i l'any següent acabà el batxillerat a Freising. Durant els anys 1918 i 1920 passà pel campament francès per a oficials presoners de guerra a Usès, i ja el 1920 es matriculà a la Universitat de Freising per fer-hi els estudis de teologia i el 29 de juny del 1922 obtingué la seva ordenació com a sacerdot.
Després d'haver exercit com a capellà a Oberföhring, el 1925 exercí com a mossèn a Múnic, dos anys després dedicà els seus serveis sacerdotals a Nymphenburg. Obtingué el grau de doctor en teologia i en filosofia i també exercí com a professor de religió. La tardor del 1945 es feu càrrec d'una feina com a professor extraordinari de pedagogia a la Universitat de Regensburg. Dos anys més tard es canvià a la Universitat de Múnic i visqué a Jetzendorf.
Després d'una llarga malaltia morí el 23 de juliol del 1954 a Ludwigshafen i fou enterrat a Wippenhausen.

## Obres
- "Internatserziehung. Probleme und Aufgaben katholischer Gemeinschaftserziehung" (1929/1931) / "Educació als internats. Problemes i Tasques en l'educació en comunitat" (1929/1931)
- "Pädagogik des Jansenismus" (1932) / "Pedagogia del Jansenisme" (1932)
- "Der Mensch in der Tragik" (1936; 1941 zweite, 1949 dritte Auflage; italienische Übersetzung L'uomo nella tragedia 1944, 1949 zweite Auflage) / "L'home en la tragèdia". (1936; 1941 segona edició, 1949 tercera edició; Traduïda a l'italià)
- "Priester und Mensch" (Pamflet Pasqua de 1938; Traduït al castellà i a l'anglès)
- "Der Priester in der Welt" (1939) (Llibre que completa el pamflet anterior i en canvia el títol) / "El Sacerdot al Món"; Traduït al castellà i a l'anglès
- "Tagebuch des Templers" (1947) / "Diari del Templer" (1947)
- "Weisheit der Sibylle" (1948) / "Saviesa de les pitonisses" (1948)
- Lehren der Geschichte (1949) / "Ensenyances de la Història" (1949)